# Franciszek Ibáñez Ibáñez
Francisco Ibáñez Ibáñez (ur. 22 września 1876, zm. 19 sierpnia 1936) – hiszpański błogosławiony Kościoła katolickiego. 
Otrzymał święcenia kapłańskie w 1900 roku. Został zabity podczas wojny domowej w Hiszpanii.
Beatyfikował go w grupie Józef Aparicio Sanz i 232 towarzyszy papież Jan Paweł II w dniu 11 marca 2001 roku.